# L'Engrenage (Sartre)
Pour les articles homonymes, voir Engrenage (homonymie).
L'Engrenage est l'adaptation d'un scénario de Jean-Paul Sartre écrit en 1946, édité en 1948. 
La pièce est créée en France au Théâtre de la Ville le 18 février 1969, dans une mise en scène de Jean Mercure avec Raymond Pellegrin.
La pièce a été jouée en :
- 1952,
  - au Schauspielhaus de Zurich, dans une mise en scène d'Oskar Walderlin
  - en Allemagne, dans une mise en scène de Piscator
- 1953,
  - au Piccolo Teatro de Milan, dans une mise en scène de Giorgio Strehler